# Il figlio del lupo
Il figlio del lupo è una raccolta di racconti dello scrittore statunitense  Jack London.
Pubblicata il 7 aprile 1900, stesso giorno del matrimonio di London con Bessie Maddern, è una raccolta di brevi storie d'avventura. Dopo i primi insuccessi letterari, nel 1897 London cercò la fortuna come cercatore d'oro nel Klondike al confine nord orientale del Canada: rimase là un anno, ritornando poi in California (nel frattempo si era ammalato di scorbuto) dove pubblicò, su riviste, questa serie di racconti ispirati proprio alla sua esperienza nelle terre canadesi. Tale serie venne poi raccolta in questo libro.
Nelle stesse terre nordamericane ambienterà in seguito i suoi più grandi successi, i romanzi Il richiamo della foresta (The Call of the Wild, 1903) e Zanna Bianca 
(White Fang, 1906).

## Racconti contenuti
- In un paese lontano (In a Far Country, prima pubblicazione su Overland Monthly, June, 1899)
- Gli uomini di Forty Mile (The Men of Forty Mile, prima pubblicazione su Overland Monthly, May, 1899)
- Un'odissea del Nord (An Odyssey of the North, prima pubblicazione su Atlantic Monthly, January, 1900)
- Il privilegio del sacerdote (The Priestly Prerogative, prima pubblicazione su Overland Monthly, July, 1899)
- Il figlio del lupo (The Son of the Wolf, prima pubblicazione su Overland Monthly, April, 1899)
- All'uomo sulla pista (To the Man on the Trail, prima pubblicazione su Overland Monthly, January, 1899)
- Il silenzio bianco (The White Silence, prima pubblicazione su Overland Monthly, February, 1899)
- La moglie di un re (The Wife of a King, prima pubblicazione su Overland Monthly, August, 1899)
- La saggezza della pista (The Wisdom of the Trail, prima pubblicazione su Overland Monthly, December, 1899)

## Edizioni
- The Son of the Wolf: Tales of the Far North - 1ª ediz. inglese: Mills e Boon, Ltd, Londra 1900
- The Son of the Wolf: Tales of the Far North - 1ª ediz. USA: Grosset & Dunlap, 1900
- The Son of the Wolf: Tales of the Far North - introduzione e note di C.N.Watson Jr. Oxford, 1998, Oxford Univ.Press Coll. Oxford World's Classics.
- Il Figlio del Lupo ; Il gioco ; La fiducia degli uomini, traduzione integrale di Mario Benzi, Sesto San Giovanni, Barion, 1936
- Il figlio del lupo e altri racconti del nord, Giffoni Valle Piana, Ripostes, 1993
- Il figlio del lupo. Racconti dal profondo Nord - Landscape Books, 2015
- I grandi romanzi e i racconti; saggio introduttivo di Mario Picchi ; premesse di Goffredo Fofi, Walter Mauro, Mario Picchi, Roma : Newton Compton, 2011, ISBN 978-88-541-1816-4